# Mercenary
A Mercenary dán extrém metal együttes. 1991-ben alakultak meg Aalborgban. Első nagylemezükön még death metalt játszottak, későbbi albumaikon melodikus death metalt, progresszív metalt, power metalt és thrash metalt játszanak. 

## Diszkográfia
Stúdióalbumok
- First Breath (1998)
- Everblack (2002)
- 11 Dreams (2004)
- The Hours That Remain (2006)
- Architect of Lies (2008)
- Metamorphosis (2011)
- Through Our Darkest Days (2013)

Egyéb kiadványok
- Domicile (demo, 1993)
- Gummizild (demo, 1994)
- Supremacy (EP, 1996)
- Mercenary (válogatás, 2006)

## Tagok
Jelenlegi felállás
- Jakob Mjolberg - gitár (1994-)
- Martin Buus - gitár (2002-), billentyűk, vokál (2009-)
- René Pedersen - basszusgitár, "kemény" ének (2006-), "tiszta" ének (2009-)
- Martin Nielsen - dob (2019-)

Korábbi tagok
- Jakob Johnsen – dob (1991–1993)
- Hans Jørgen Andersen – ritmusgitár (1991–1994; 2012-ben elhunyt)[1]
- Andreas W. Hansen – basszusgitár (1991–1994)
- Nikolaj Brinkman – gitár (1994–2000)
- Signar Petersen – gitár (2000–2002)
- Rasmus Jacobsen – dob (1993–2002)
- Henrik "Kral" Andersen – basszusgitár (1994–2006), "kemény" ének (1991–2006), gitár (1991–1993)
- Mike Park Nielsen – dob (2002–2009)
- Morten Sandager – billentyűk (2002–2009)
- Mikkel Sandager – "tiszta" ének (2002–2009)
- Morten Løwe – dob (2009–2011)
- Peter Mathiesen – dob (2011–2020)